# 크리오스
크리오스(고대 그리스어: κρῑός Krios[*]) 또는 크레이오스(고대 그리스어: Κρεῖος Kreios[*])는 그리스 신화의 티탄의 하나로 가이아(땅, 대지)와 우라노스(하늘)의 아들이다. 다른 티탄들처럼 코리오스도 그리스 종교에서 별다른 역할이 없으며 그들이 남긴 후손들로 더 유명하다.
크리오스는 가이아와 폰토스가 낳은 딸 에우로비아와 결혼하여 세 아들을 낳았다. 세 아들은 다음과 같다.
- 아스트라이오스 : 모든 별들의 조상. 에오스와 결혼하여 바람의 신들을 낳음
- 팔라스 : 스틱스와 결혼하여 젤루스, 니케, 크라토스, 비아를 낳음, 티타노마키아 때 아테나에게 죽임을 당함.
- 페르세스 : 아스테리아와 결혼, 헤카테를 낳음

형제자매인 다른 티탄들과 함께 크리오스도 올림포스 신들과 티탄과의 전쟁에 참가하여 패배하였고 제우스에 의해 타르타로스에 찢겨 감금되었다.

## 같이 보기
- 그리스 태초신